# Palma (Alcácer do Sal)
Palma é uma aldeia do município de Alcácer do Sal, junto da Ribeira da Palma, afluente do Sado. Encontra-se documentada desde 1245.
Foi sede de freguesia até 1936, ano em que foi integrada na freguesia de Santa Maria do Castelo. Em 2013, passou a integrar a União das Freguesias de Alcácer do Sal (Santa Maria do Castelo e Santiago) e Santa Susana.
Aqui se encontra o Palácio da Palma, residência do 1º Conde de Palma, Pedro Mascarenhas, vice-rei da Índia.